# Burgstall Fischbach
Der Burgstall Fischbach, auch Vischbach genannt, ist eine abgegangene Höhenburg auf 528 m ü. NN im Ortsteil Oberfischbach der Gemeinde Oepping im Bezirk Rohrbach von Oberösterreich.

## Geschichte
Die Anlage war der Stammsitz der Fischbeck (Fischbacher), diese sind dann ab etwa 1440 im Raum Linz nachweisbar und später in Vorchdorf als Pfleger der Wallseer Herrschaft Eggenberg fassbar.
Der erste namentlich bekannte der Fischbacher ist Albrant de Visbach um 1170, 1190 erscheint Einwicus de Vischpac. 1209 wird Ainwicus de Vischpach cum filio suo chunrado erwähnt; 1261 Heinrick Fischbäk, Ulricus und Albertus de Fischbach. 1302 bezeugt Wernhardus vispech eine Schlägler Urkunde. 1359 verkauften Irmfried, Charl und Stephan die visvhpechken an Chunrat den Grozhaubt das Lehen zu Höchenperg. 1376 verkaufte Philipp der Stawffenperger den bereits abgekommenen Sitz, den Hof ze Vischpach vnd das Purkchstal daselbs, an Y(U)dung Herleinsperger.

## Burgstall Fischbach heute
Die Erdsubstruktion des Sitzes Vischbach liegt im Bruck- oder Burgholz in der Nähe des Bauernhofes Hofbauer etwa 0,4 km südlich von Oberfischbach; sie ist heute noch gut erhalten. Die Anlage besteht aus dem Hausberg des ehemaligen Sitzes Fischbach mit einem Kernwerk in Form eines Pyramidenstumpfes.
Sie steht nicht unter Denkmalschutz.